# Stade de la Croix du Prince
Le stade de la Croix du Prince, officiellement stade Albert-Cazenave depuis 1982, fut jusqu'au début des années 1990 le principal stade de la ville de Pau, et l'antre de la Section de 1910 à 1990 et reste néanmoins l'un des stades mythiques du rugby français. Stade à l'anglaise avec des tribunes en bois inaugurées en 1913 à la fin de la l'âge d'or du tourisme climatique qui a marqué la ville, la Croix du Prince était réputé pour la ferveur et la proximité des supporters.
Propriété de la Section paloise jusqu'en 1993, la Croix du Prince est depuis mars 2019 un stade centenaire amputé de ses tribunes, même s'il continue d'accueillir des matchs de jeunes.
En raison des exigences de sécurité et des difficultés financières, la Section paloise a déménagé au Stade du Hameau, devenant locataire dans les années 1990. La Section doit alors se résoudre à quitter son antre historique pour devenir locataire du Stade du Hameau, mis à sa disposition par la mairie. La Section est finalement contrainte de vendre la Croix du Prince à la mairie en 1993.
Le dernier match à la Croix du Prince devait initialement se jouer face au RC Toulon de Daniel Herrero, cependant la Section revint dans son antre le temps d'un match de barrage face au Stade montchaninois en 1992. C'est dans ce stade que Denis Lalanne découvrit le rugby, qu’il surnommait la « Scala de la Section paloise ».

## Histoire

### Du champ Bourda au champ de la Croix du Prince

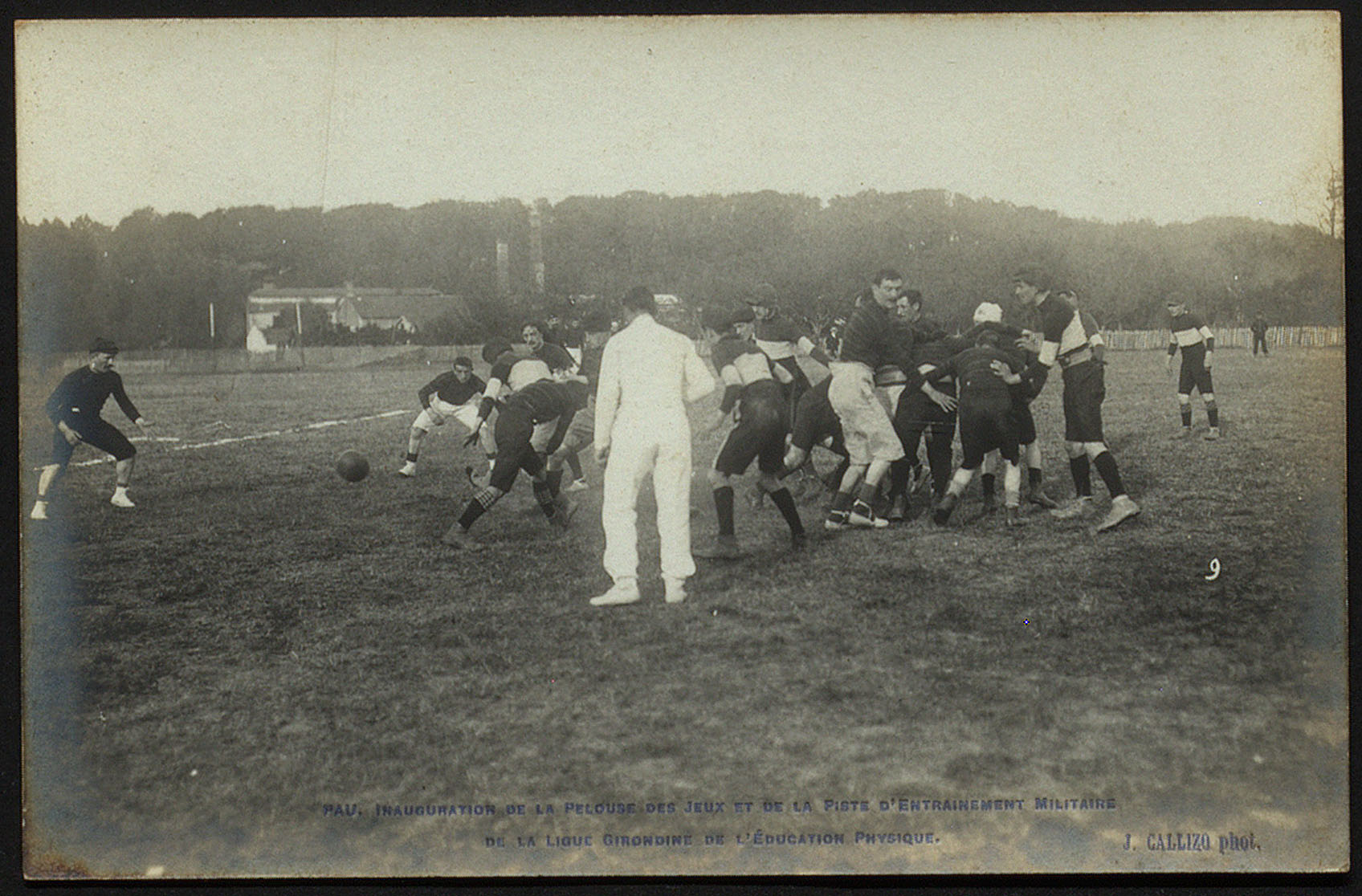
Rencontre de Barrette en 1901 au champ Bourda

La Section paloise commença son aventure sportive au champ Bourda, qui devint ensuite la Pelouse des Jeux ou Terrain de la Ligue Girondine dont la pelouse est inaugurée en 1906.
Le Champ Bourda était situé à l'emplacement de l'actuel Square Mazoyer, à l'ouest de la rue du XIV juillet, entre les rues de Jurançon et la rue de l’Abattoir, aujourd'hui rue du Colonel Gloxin et Amédée Roussille, qui était alors situées sur le territoire de la commune de Jurançon.
Les hivernants à la Belle Époque disputaient des parties de Polo à cet endroit dans les années 1890.
Vaste d'environ 3 hectares, le Champ Bourda était donc occupé par un terrain de barette et de rugby dans sa partie supérieure. S'y disputait également les lendits scolaires du docteur Tissié.

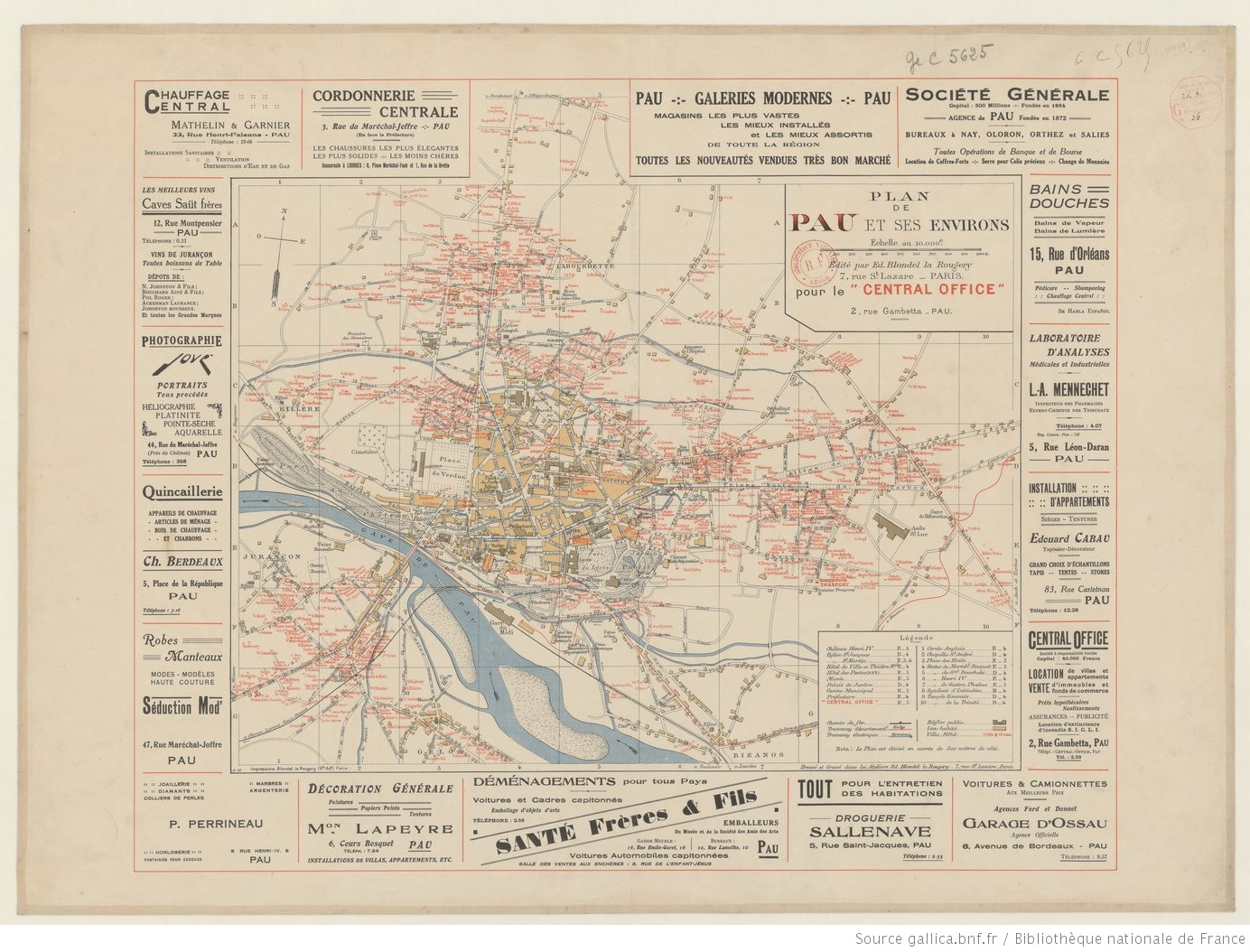
Plan de Pau et ses environs en 1929, avec le Champ Bourda sur la Rive Gauche du gave

La Section y disputait des parties de barrette, face au rival local du Sport Athlétique Béarnais, au Ceste Tarbais ou à la Section Dacquoise,,.
De là, on voyait le château de Pau et son parc ; au sud, il y avait un chalet avec une tourelle et des arbres ; à l’ouest, l’abattoir et la savonnerie Roussille.
La Section dispute ses premiers matches de Football-Rugby au Champ Bourda au début des années 1900,. Une rivalité sportive s'était développée avec Bergerac,. En effet, le Stadoceste tarbais est perçu comme une équipe supérieure à celle de la Section. Les affrontements entre périgourdins et palois attirent les foules, et 3 000 personnes se rendent régulièrement aux matches au champ Bourda.

Les installations étaient cependant très sommaires, le hall d'entrée était une baraque en planche et le guichet servait de vestiaires. C'est à la borne-fontaine de la rue adjacente que les joueurs et pratiquants de polo à cheval, militaires de la garnison ainsi que les enfants des écoles se lavaient, à la vue de tous. La construction d'un stade situé au carrefour de la Croix du Prince, est un véritable soulagement.

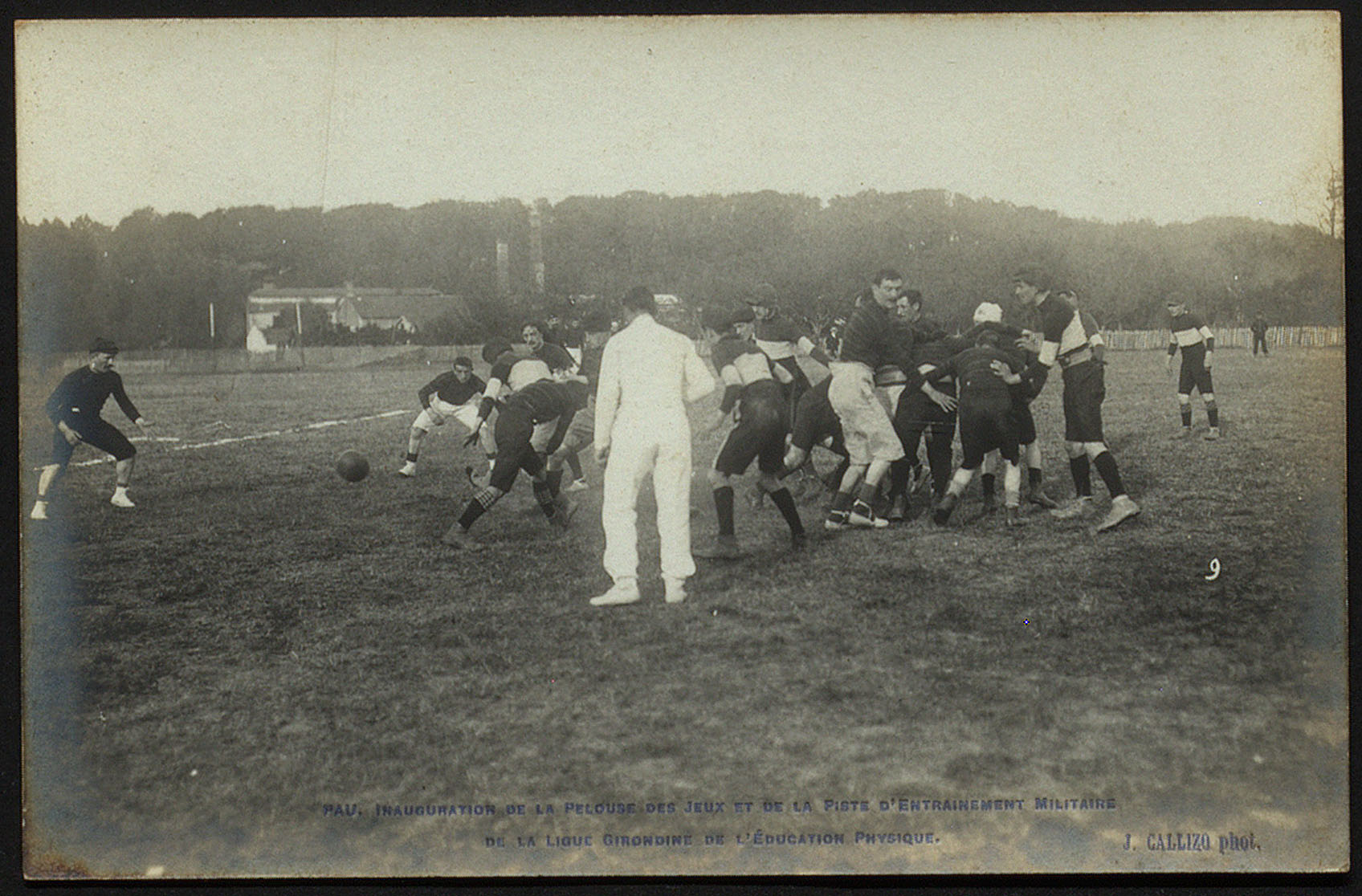
Match de barette lors de l'inauguration du champ Bourda, ou pelouse de jeux et de la piste d'entraînement militaire de la Ligue Girondine de l'Éducation physique.
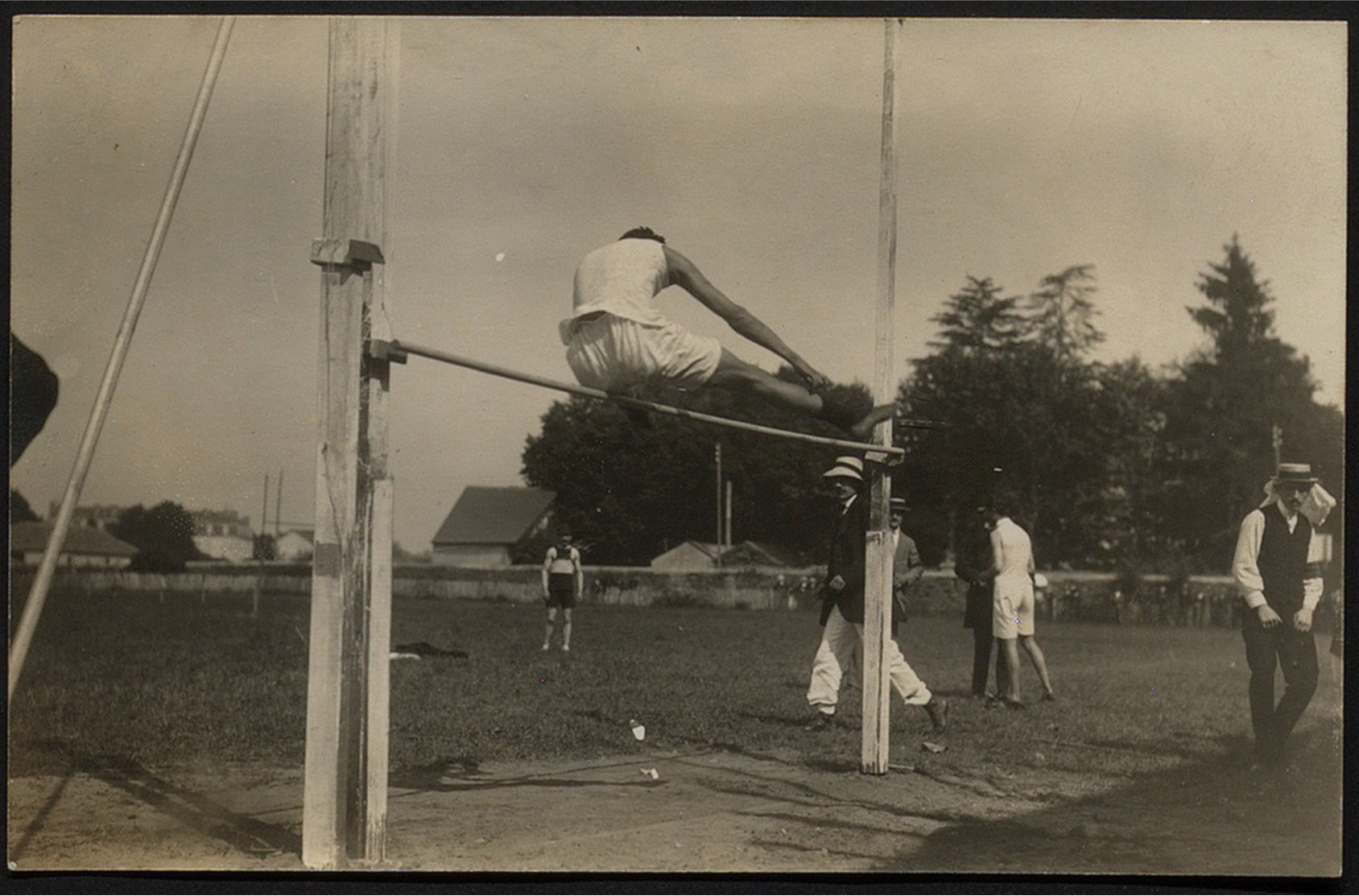
Durant un Lendit, un sportif effectue un saut à la perche.
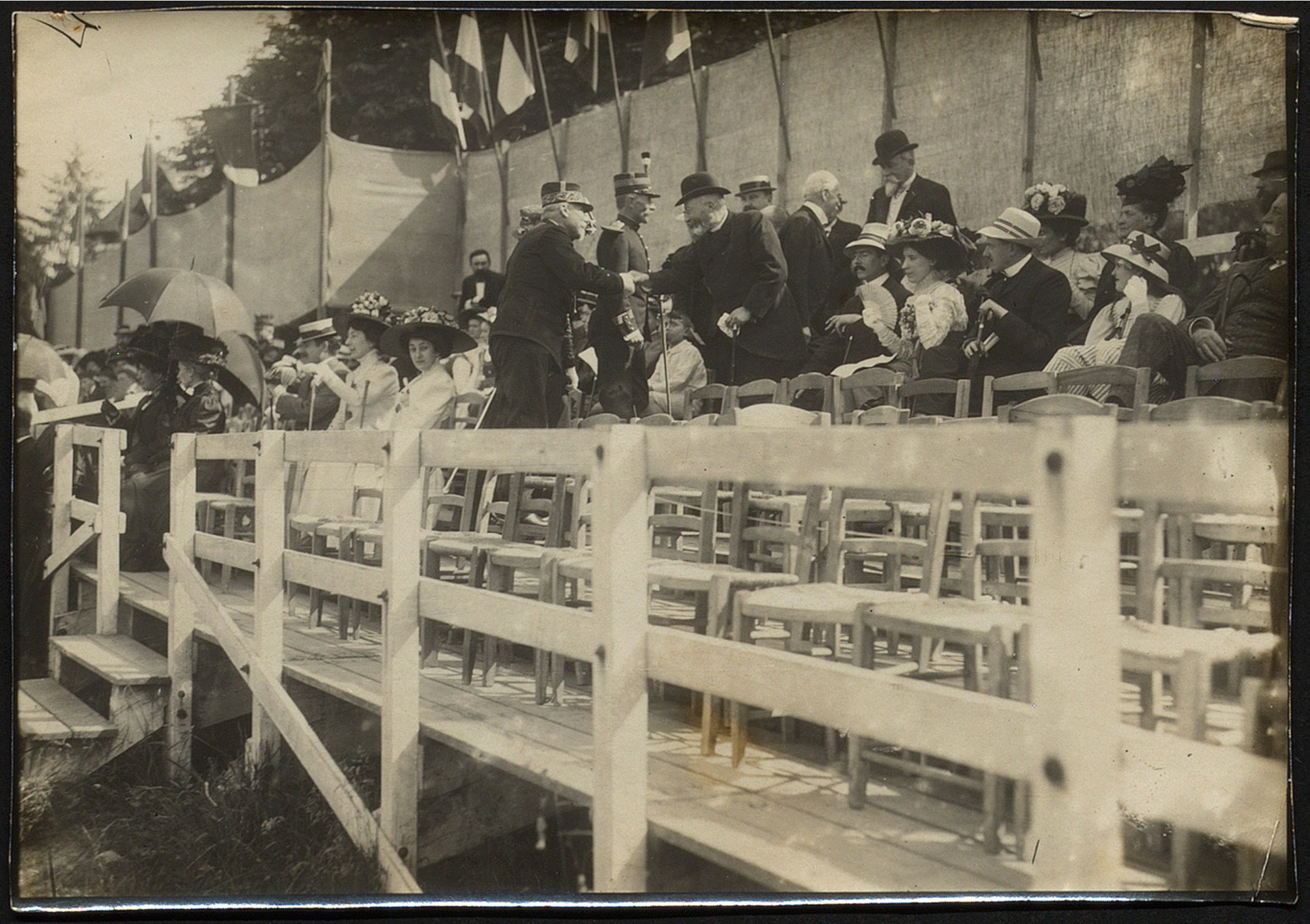
Cliché de la tribune d'Honneur à l'occasion d'une rencontre sportive organisée par la Ligue Girondine : des invités militaires du 18e Régiment d'Infanterie prennent place.

Ainsi, au cours de la saison 1908, la Section invaincue pour le moment reçoit ses rivaux pour un des matchs les plus remarquables de l'époque ; le match se termine par un nul parfait, un essai partout.
Le 17 mai 1908, la Section paloise athlétisme inaugure son terrain d'athlétisme au Champ Bourda.
Le dernier match de la Section au Champ Bourda fut, en 1910, un derby Section paloise - Stadosceste tarbais.

### Inauguration le 16 octobre 1910

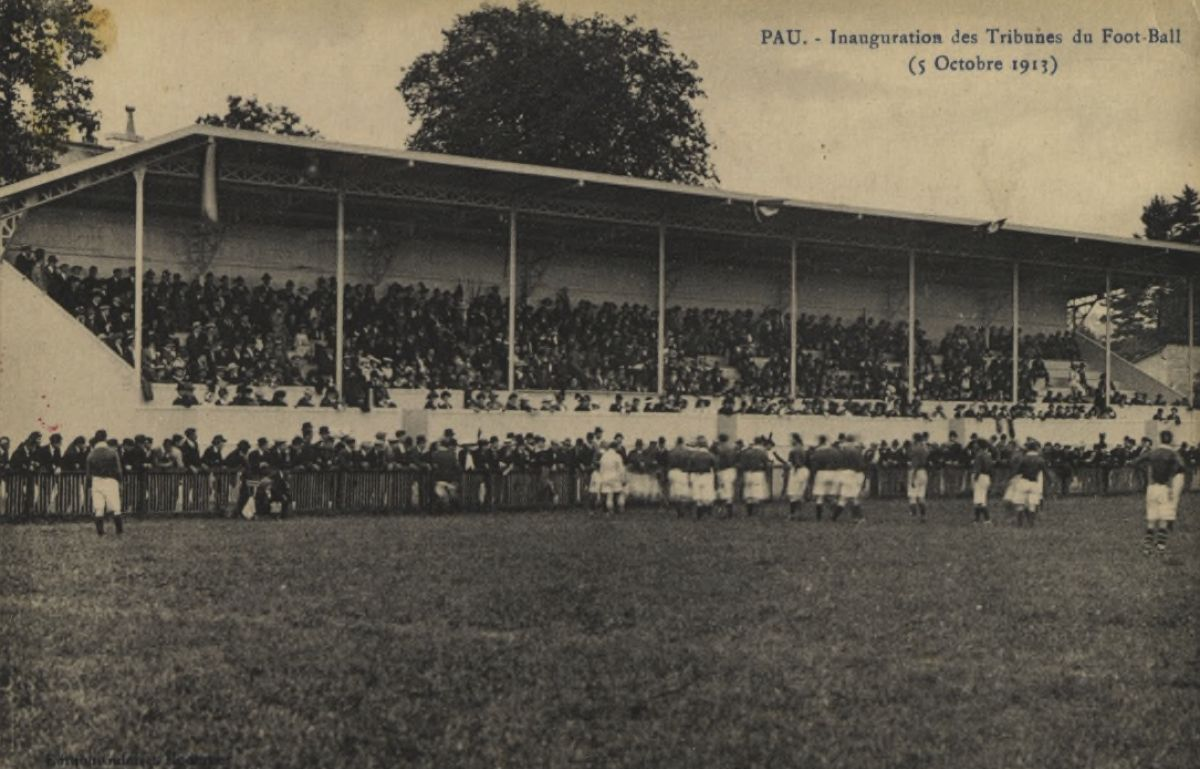
Inauguration du Stade de la Croix du Prince le 5 octobre 1913, à l'occasion d'une rencontre contre Périgueux que les Verts et Blancs remportent 35 à 6.

Quelques centaines de mètres plus au sud, la Section paloise inaugure le 16 octobre 1910 le stade la Croix du Prince, à l'occasion d'une rencontre face à Bergerac devant plus de 3 000 spectateurs ,. La Section emporte la partie 13 à 0,. Tout se termina par un plantureux banquet à la Maison Dorée, rue Latapie.
Des tribunes sont installées dans ce nouveau stade, œuvre de l'architecte Jules-Antoine Noutary. Toutefois, lors de l'inauguration officielle du stade, les tribunes n'étaient pas terminées.
Une fois les travaux achevés, le stade de la Croix du Prince se forge une réputation de stade le plus confortable du Béarn.
Le quotidien local Le Patriote déclare alors « La Section a obtenu hier le plus beau succès de sa carrière... Et nous devons applaudir sans réserves à ce succès ».
Arès l'inauguration de la Croix du Price, le Champ Bourda est utilisé principalement par les Coquelicots de Pau du lycée Louis-Barthou.

### Construction des tribunes en 1913
Les performances de la Section paloise attirent un public toujours croissant à la Croix du Prince, qui est de plus bien desservie par le Tramway de Pau. En conséquence, la Section paloise envisage l'aménagement de son terrain de jeu.
En 1913, l'assemblée générale de la Section paloise valide le lancement d'un emprunt afin de construire de nouvelles tribunes, encore plus spacieuses et plus confortables. Deux-cent-cinquante bons de 100 francs sont émis, porteurs d'un intérêt de 3 % 1 an. Ces bons, dont la date extrême de remboursement est fixée à 1928, époque à laquelle expirent les baux des terrains de la Section, sont amortissables annuellement par voie de tirage au sort. En moins d'une semaine, 20 000 francs ont été sécurisés.
Les travaux sont menés durant l'été 1913. L'entreprise Lalaserre a été déclarée adjudicatrice et s'engage à achever les travaux avant le 10 septembre 1913. La partie métallique des travaux est confiée au constructeur Etcheberry, alors que l'architecte est Jules-Antoine Noutary, architecte palois le plus en vue.
L'inauguration a lieu le 5 octobre 1913 lors de la rencontre face au CA Périgueux, dans un stade métamorphosé. Les Verts et Blancs remportent 35 à 6,.
Le 23 novembre 1913, est l'une des premières grandes dates de l'histoire paloise. Ce jour-là les Palois mettent en échec le rival et Champion de France Bayonnais par 10 à 0, devant une affluence record de 8 000 spectateurs . Les journaux locaux rapportent alors que « la Section paloise n'était jusque-là pas estimée à sa juste valeur ».
Gaston Benac, décrit le ground béarnais en ces termes pour le compte du journal l'Aero:
Indiquons tout d'abord qu'elle se disputa sur le nouveau ground de la Section paloise, à la Croix-du-Prince, en plein ancien faubourg et à dix minutes du centre de la ville, en usant des tramways électriques, qui s'arrêtent à la porte du terrain.
Ce dernier n'est pas très spacieux, mais il est coquet et parfaitement aménagé. De vastes tribunes couvertes, où toutes les places sont numérotées, peuvent contenir mille personnes ; des gradins en prolongement permettent de caser de nombreux spectateurs voulant se payer des places moyennes ; enfin un hall recouvrant un sol en amphithéâtre abrite le public des populaires. Huit ou dix mille personnes peuvent prendre place autour du ground et ne perdre aucune phase du jeu.
Les vestiaires et la salle de douches sont également très bien aménagés.
Les dirigeants de la Section paloise ont fait un très bel effort, qui mérite de rencontrer le succès.
Dimanche, malgré la pluie fine et froide qui ne cessa de tomber tout l'après-midi, les différentes enceintes étaient combles une demi-heure avant le match. Huit mille spectateurs s'étageaient autour des touches : Basques, Béarnais, Landais, chantant à plein gosier les refrains de leur pays. Très curieuse était cette foule d'afficionados du rugby ; enthousiaste, bruyante, mais gaie, bon enfant même dans sa colère, lorsqu'elle voyait par exemple son favori menacé. Mais quelles acclamations, à chaque geste vraiment offensif d'un athlète du club préféré : c'était alors un roulement d'applaudissements, de trépignements, de clameurs.

Les deux équipes, sans posséder, loin de là, la même manière, ont certains points do commun dans leur jeu. On sent que les deux équipes sont composées d'hommes de même race, basque et béarnaise, à quantité à peu près égale des deux côtés, Indiquons ensuite que le match fut très courtois, quoique assez dur, qu'on n'eut à déplorer aucune brutalité, qu'il commença à l'heure indiquée, et qu'il fut arbitré d'une façon magistrale par un tout jeune arbitre biarrot, M. Dussaul.
Au cours de cette saison 1913-1914, le stade de la Croix du Prince voit se presser 36 196 spectateurs en 26 matchs, dont un derby face aux champions de France de l'Aviron bayonnais et des matches face au Stade toulousain, Stade bordelais, Stade nantais, Stade français, le Stadoceste tarbais, Club athlétique périgourdin, Bordeaux Étudiants Club, Vaugirard, UA libournaise, la Section bordelaise, Agen et Rochefort.
Les Palois affrontent également une équipe anglaise, une sélection du Comté de Surrey dans un stade de la Croix du Prince comble, accueillant 4 000 personnes.
Par ailleurs, le stade accueille un match de sélection UFSA entre une équipe du Sud et une équipe de Probables le 7 décembre 1913.

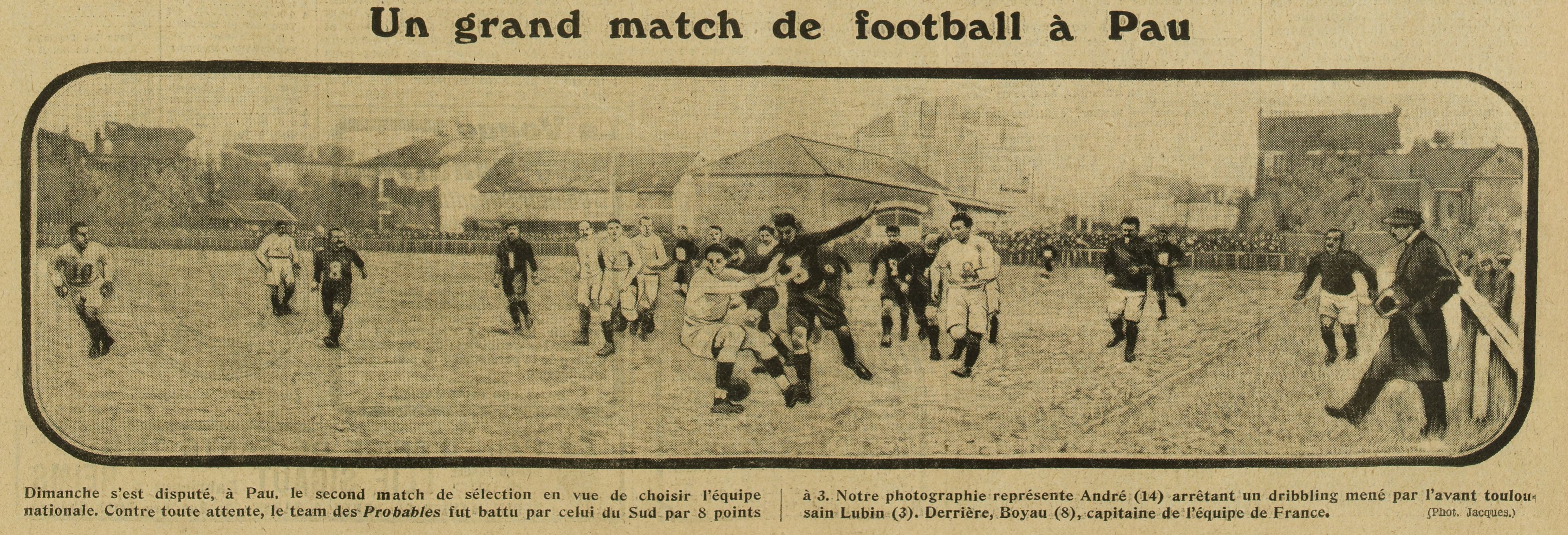
Rencontre entre deux sélections de joueurs de l'équipe de France de rugby à XV (Probables vs Sud) (Stade de la Croix du Prince 07-12-1913)

À l'occasion de ce match de sélection de l'équipe de France, Sud contre Probables, le journal L'Auto écrit que les tribunes de la Croix du Prince pourraient servir de modèles à d'autres clubs. En effet, les tribunes, les vestiaires et l'accès au stade par la ligne 1 (Boulevard Guillemin - Croix du Prince) du Tramway de Pau en font un modèle. L'ancien sectionniste Hélier Tilh est de retour le temps d'un match à la Croix du Prince pour affronter Victor Bernicha, Paul Lamouret Maurice Tournier et Gilbert Pierrot.
Jean Caujolle doit abandonner la partie, car non remis d'une blessure contractée. Les Parisiens Jacques Dedet et Jean-Marie Arnal, ainsi que les Toulousains Philippe Struxiano, Clovis Bioussa et Pierre Mounicq déclarent forfait la veille, modifiant ainsi les équipes annoncées dans la presse.

L'équipe du Sud, fortement marquée Section paloise, s'impose face aux Probables devant 10 000 spectateurs,.

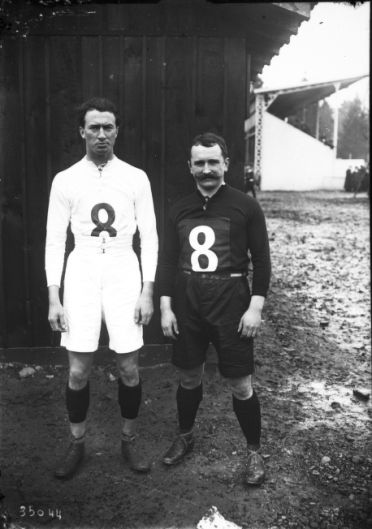
Match Sud contre Probables, les capitaines Boyau & Bernicha de la Section paloise, tombés au champ d'honneur pendant la Première Guerre mondiale.
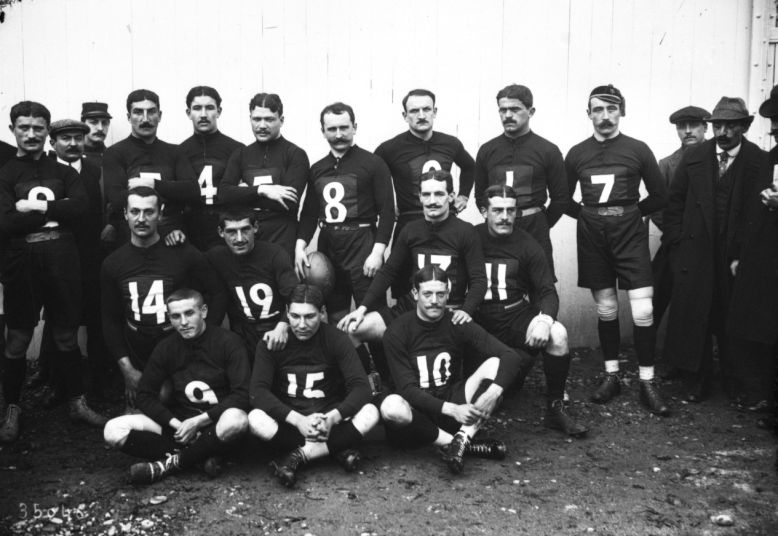
Équipe du Sud.
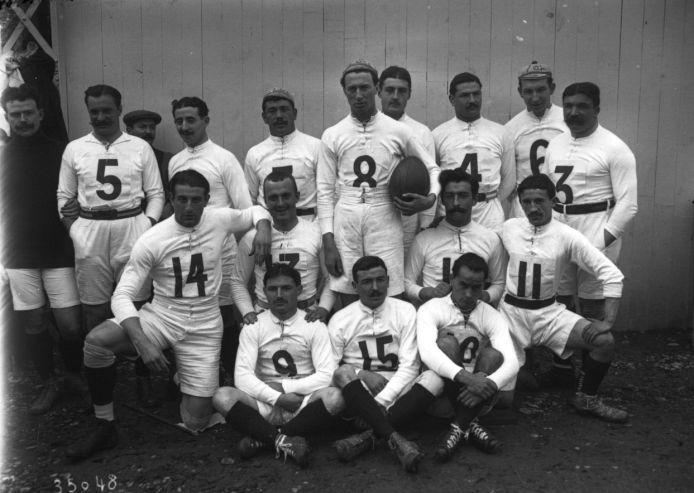
Équipe des Probables.
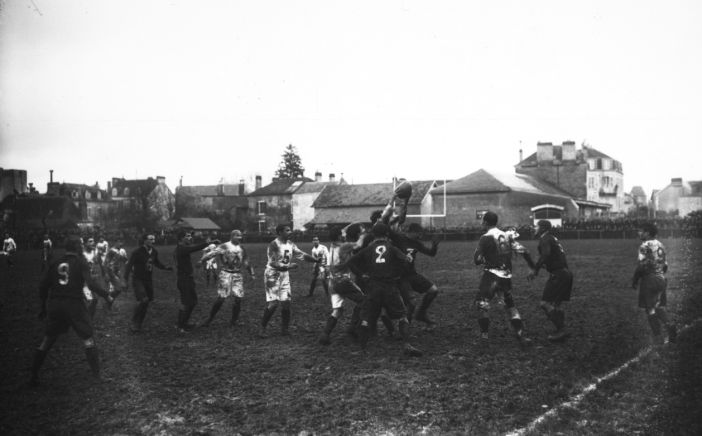
Match Sud contre Probables.

### Les All Blacks à Croix du Prince

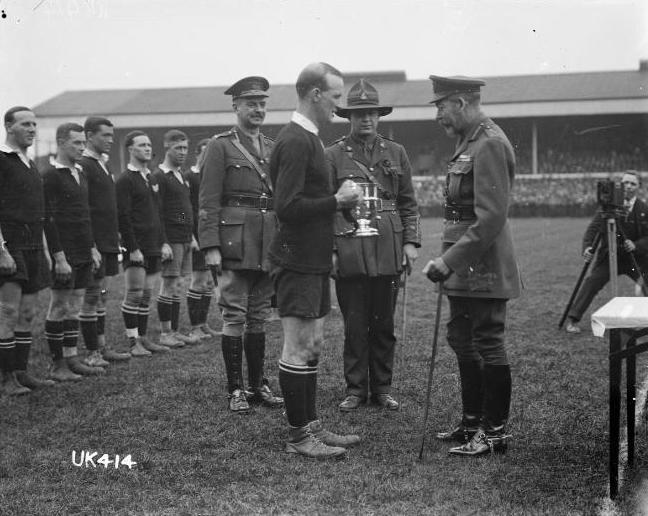
Le capitaine James Ryan, vainqueur de l'Imperial Trophy, premier trophée international de l'histoire du Rugby à XV, reçoit la Kings Cup des mains de George V.

Le 4 mai 1919, le stade de la Croix du Prince, enceinte la plus emblématique du rugby des Pays de l'Adour, est retenu par la FFR pour l'organisation d'un match face aux redoutables All Blacks (équipe de l'Armée néo-zélandaise de rugby à XV de 1919 (en)) composée de militaires en service en Europe durant la Première Guerre mondiale en tournée en Europe. Cette équipe de l'Armée néo-zélandaise de rugby à XV de 1919 (en), restera dans l'histoire comme les vainqueurs de la première compétition de rugby à XV reconnue de l'histoire de ce sport : l'Imperial Trophy. Cette compétition est souvent considérée comme une Coupe du Monde avant l'heure.
Les joueurs stars des All Blacks sont Jim Ryan (James Ryan) et Will Fea (William Fea).
Cette équipe dispute un total de trois matchs en France : un face à l'équipe de France de rugby à XV au Stade de Colombes, puis deux autres face à des sélections régionales à Toulouse et à Pau.
Ainsi, une sélection régionale essentiellement gasconne, que le journal parisien L'Auto qualifie de « méridionale », composée de joueurs béarnais, basques, bigourdans, landais, toulousains et bordelais est mise en place. L'équipe méridionale comprend les révélations de la saison 1918-1919, François Borde, Mandret, Saubion, Lamarche, Artigue, encadrés de joueurs confirmés tel que la légende sectionniste Gilbert Pierrot, voire Loubatié, Lamouretou ou encore Vogt.
Ce XV méridional s'incline sur le score de 6 à 16 face aux All Blacks.
La FFR avait accordé à Pau l'organisation de ce match afin de compenser la perte de l'organisation de la finale du Championnat de France de rugby à XV 1919-1920 remportée par le Stadoceste tarbais face au Racing club de France, finalement organisée au Stade Sainte-Germaine, Le Bouscat (Bordeaux).
Parmi les journalistes figuraient ce jour-là : René Herbert, Rédacteur en Chef de l'Echo des Sports, A. Péré de l’Auto, A. Deschamps de l'Athlète.
Les absences combinées des frères Ferdinand Cayrefourcq et Edmond Cayrefourcq du Stadoceste tarbais, ainsi que celle du « Sultan » Jean Sébédio du Saint-Jean-de-Luz olympique rugby furent regrettées par les spectateurs ce jour-là, et par le correspondant du Patriote des Pyrénées.
En 1920, au sortir de la Première Guerre mondiale, une plaque commérant les Sectionnistes tombés au champ d'honneur est apposée au stade de la Croix du Prince en hommage au Berchicha, capitaine de la sélection méridionale face à l'équipe de l'Armée néo-zélandaise de rugby à XV de 1919 (en), et Gascogne, Tournier, Espelette et Bilhou.

### L'entre-deux-guerres
En 1923, le stade de la Croix du Prince est retenu pour l'organisation du grand match national de sélection afin de déterminer la formation définitive de l'équipe de France de rugby.

« La Fédération de rugby, en choisissant la cité d'Henri IV pour y faire disputer l'ultime partie de notre Quinze national, avant France-Écosse, n'a fait que rendre hommage à ce rugby méridional, dont Pau est une des plus ardentes citadelles. La ville est submergée. Une brume épaisse masque les cimes neigeuses des Pyrénées et, cependant, les Palois se pressent vers le stade de la Croix-du-Prince où convergent voitures et tramways, pris d'assaut. Le terrain de la Section paloise est parfait, très coquet en sa parure variée, qu'entourent gradins et tribunes. »

— Durandal, Le Petit Parisien

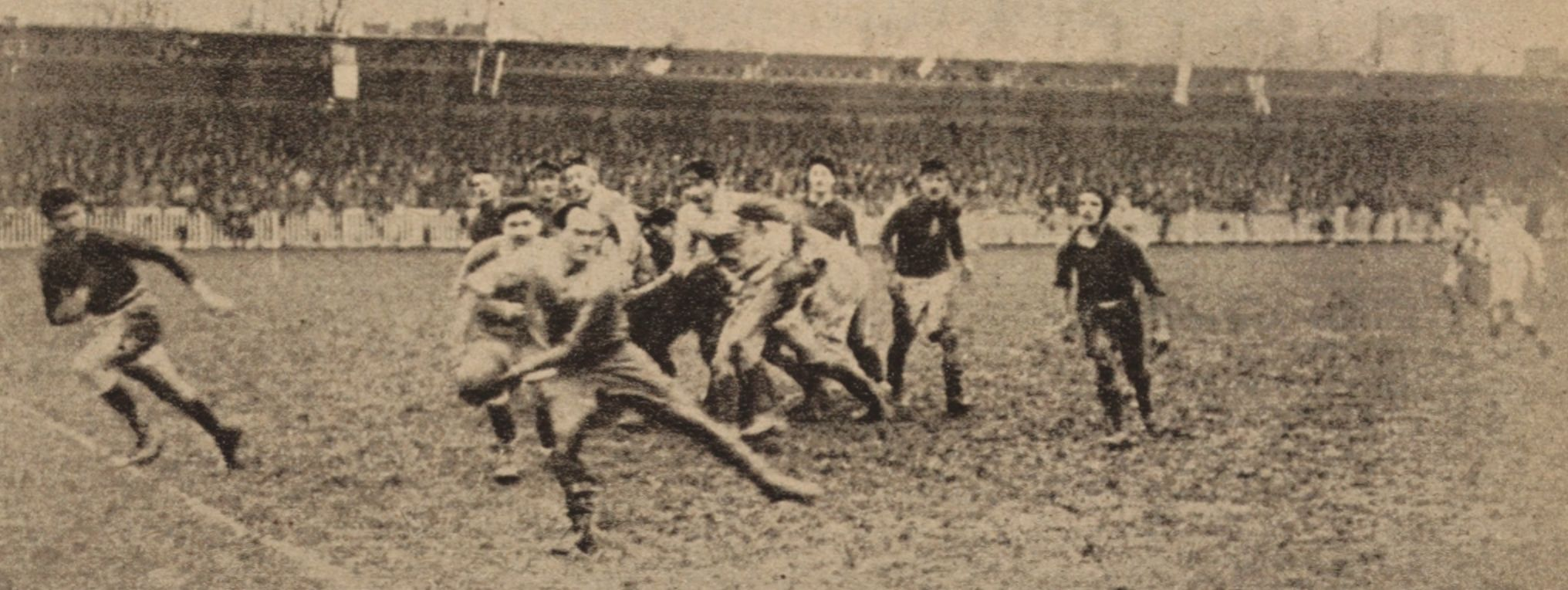
Feinte de passe de Clément Dupon devant une foule record à la Croix du Prince durant le match face France A - France B.

Malgré une pluie incessante, plus de 10 000 spectateurs se rendirent à la Croix du Prince. L'accès au stade avait été perturbé par une grève surprise des machinistes du tramway de Pau, qui avaient simplement lâché leurs voitures pour pouvoir pour assister au match.
En 1925, la Section paloise affronte les anglais d'Oxford University Rugby Football Club.
Le quotidien L'Intransigeant qualifie la Croix du Prince en août 1926 de « stade le plus coquet de France », avec sa tribune populaire de 4 000 places couvertes.

### Māori de Nouvelle-Zélande en 1926

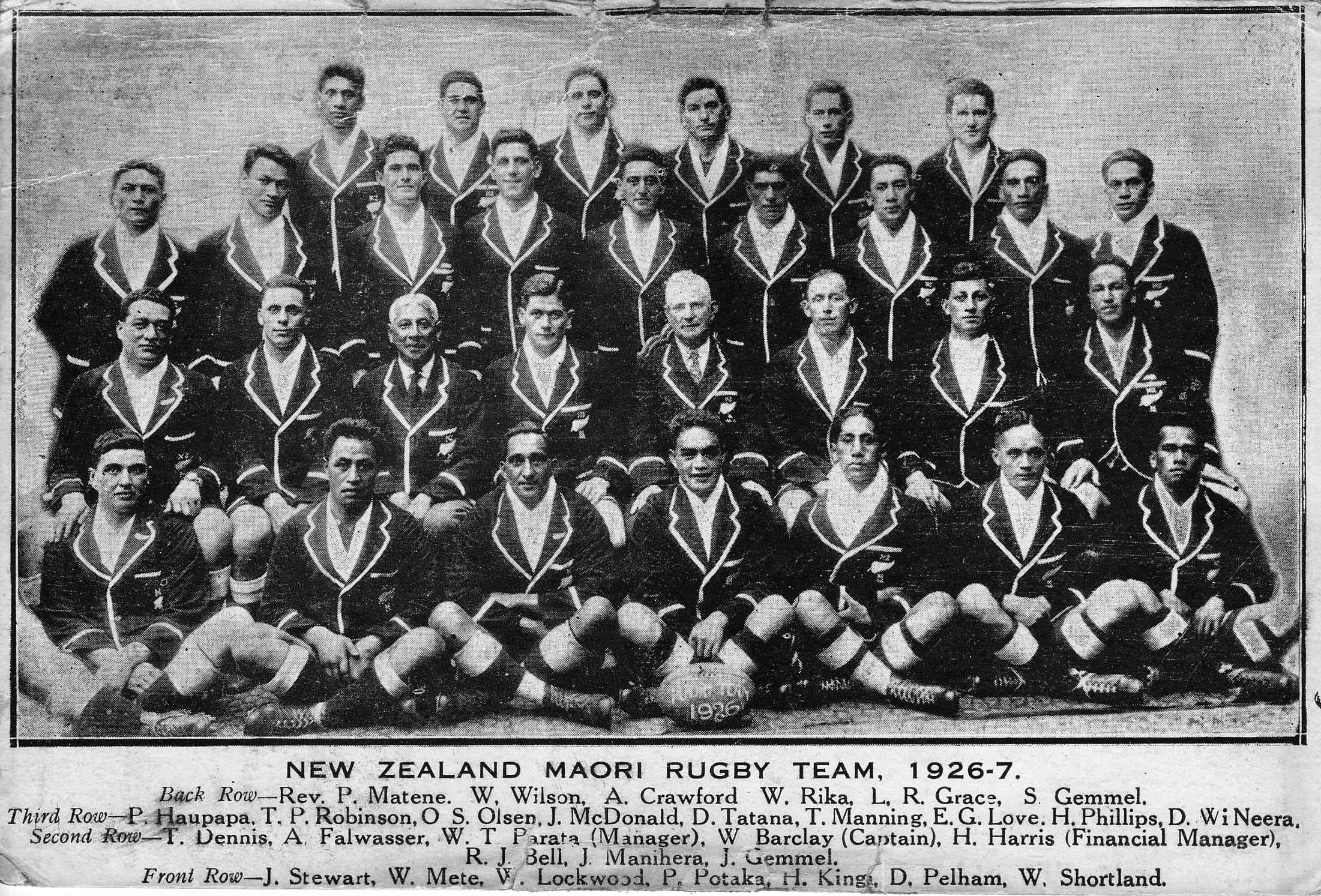
1926–27 New Zealand Māori

En décembre 1926, les All Blacks effectuent une tournée en Europe (en) et reviennent à la Croix du Prince affronter une sélection de Gascogne, composée de joueurs d'Armagnac-Bigorre-Béarn. Cette sélection, menée par la légende de la Section François Recaborde, arbore des maillots blancs bordés de rouge.
Les Maoris sont reçus en grande pompe au Palais d'Hiver, le match suscitant un fort intérêt en Béarn du fait de la présence de joueurs locaux : Robert Sarrade, Albert Cazenave, Fernand Taillantou, François Récaborde mais aussi de Maixent Piquemal, le jeune arrière prometteur du Stadoceste tarbais.
Les Maoris auraient appréciés la gastronomie locale, et notamment le cassoulet.
Les Maoris s'imposent 11 points (3 essais, 1 but) à 6 (1 essai et 1 but sur coup franc).

### Plan Jaussely

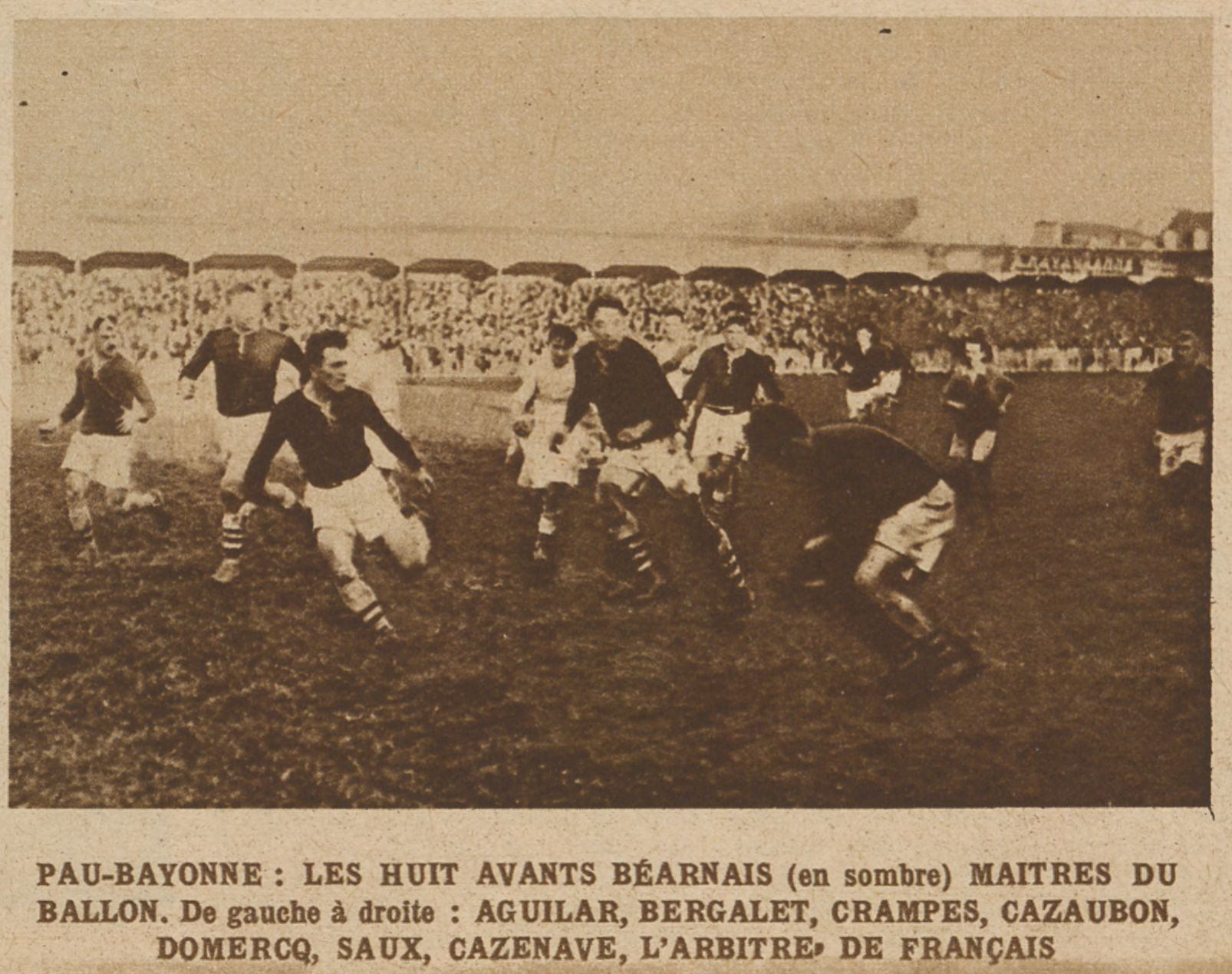
Section - Bayonne au Stade de la Croix du Prince en 1928

En 1927, l'architecte Léon Jaussely remet son plan d'aménagement, d'embellissement et d'extension de Pau. Ce plan, prévoit notamment le remplacement du Stade de la Croix du Prince par une piscine, et la création d'un nouveau stade.
Le plan n'est cependant pas mise en œuvre.
Le titre de champion de France de la Section en 1928 en fait l'un des plus hauts lieux du rugby français.
Durant, cette période la Section paloise organise des rencontres régulières face aux universités anglaises de Cambridge ou Oxford,,.
Le 20 décembre 1932, la Section paloise accueille le FC Barcelone, champion d'Espagne en titre pour un match amical que les Béarnais emportent sur le score de 27 à 3.
En 1936, le stade accueille de nouveau du football avec l'Olympique de Marseille qui y affronte une sélection de joueurs de la Ligue du Sud-Ouest lors d'un match amical.

### Seconde Guerre mondiale
Enfin en 1940, des mulets de l'armée, privés de nourriture, rongent les barrières et les poutrelles de soutien du stade.

### Les années fastes
Le stade accueillait régulièrement plus de 14 000 personnes au début des années 1950 pour les records d'affluence enregistrés lors de derbys dantesques face aux rivaux du FC Lourdes.
Le stade accueillit plus de 16 000 personnes en 1960 pour assister à une rencontre de préparation du Tournoi des V Nations entre France A et France B.
Or, celui-ci était situé sur cinq parcelles appartenant à cinq propriétaires différents. La Section louait à cette époque le stade.

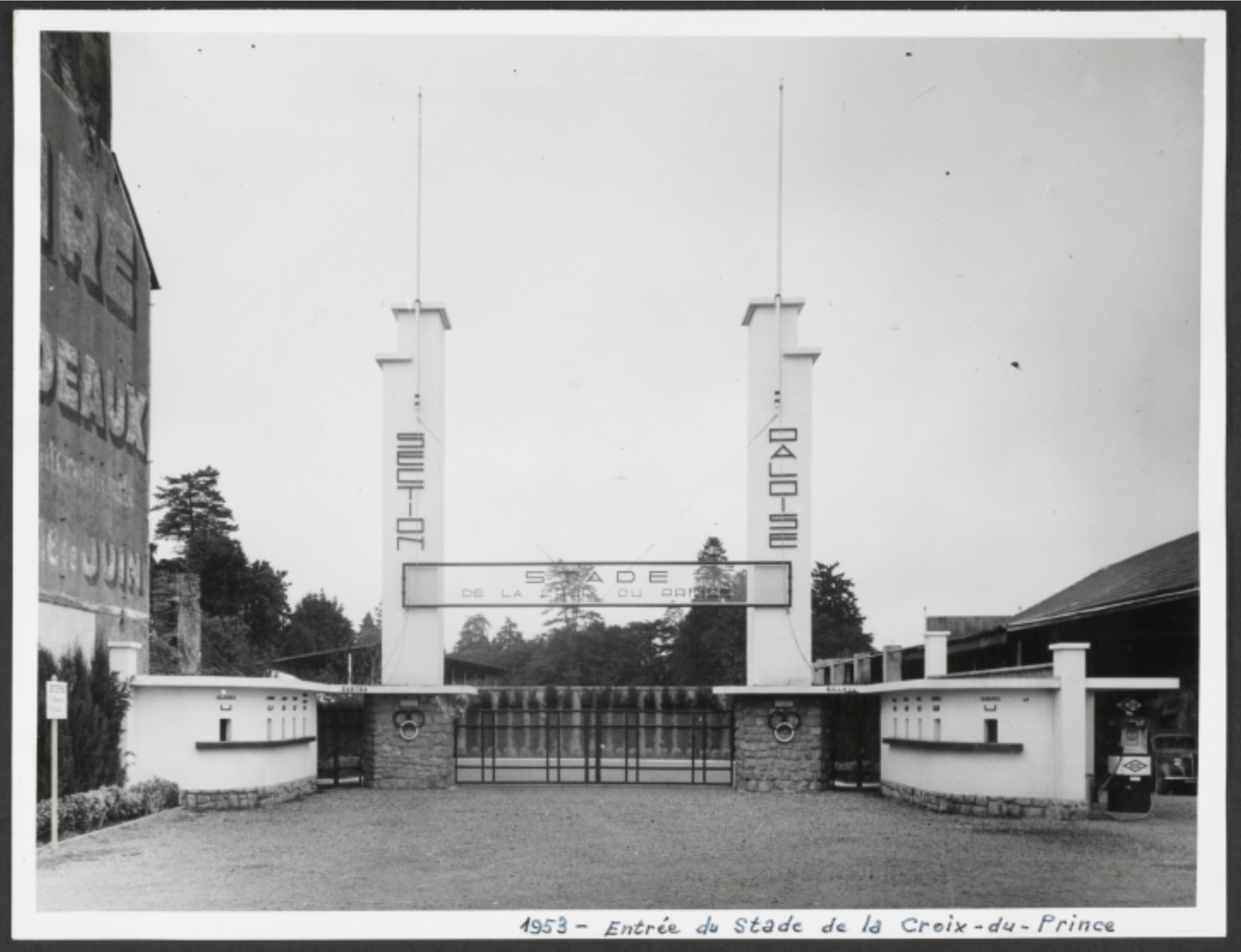
Entrée du Stade de la Croix du Prince en 1953

Albert Cazenave, ancien capitaine emblématique devenu président en 1945, s'occupe au cours de son mandat, de circonvenir l’ensemble de ses interlocuteurs pour que la Section paloise puisse acquérir les terrains. Les acquisitions terminées en 1950, la Section développera les aménagements intérieurs du Stade, financés grâce aux succès sportifs du Club. Ainsi, la Section s'installe définitivement au stade.
En 1952, une rénovation d'importance est réalisée pour le cinquantenaire du club. Grâce à des achats successifs, le terrain est agrandi et cette rénovation permet le drainage du terrain de jeu, la construction de guichets, de gradins à l'est et à l'ouest, ce qui ceinture totalement l'aire de jeux. Un match entre l'équipe de France A vs. France B permet à l'enceinte restaurée d'être inaugurée. Le gazon est entièrement remplacé.

« On jouait vraiment très près des spectateurs. Et, avec les tribunes en bois, tout cela donnait une résonance très particulière à ce stade. Quatre-mille personnes suffisaient pour faire un boucan d'enfer ! »

— Jean-Paul Basly, La République des Pyrénées 
Le stade devint au fil des années la véritable référence pour tous les amoureux du rugby en Béarn.

### Wallabies en 1958
En 1958, l'équipe d'Australie de rugby à XV est reçue à Pau par José Bidegain, le directeur commercial de Beverly, ancien deuxième-ligne de l'ASOP et futur président du FC Pau, en sa qualité de conseiller du maire Louis Sallenave
Les Wallabies affrontent une sélection régionale, avant leur test-match face au XV de France à Colombes. Devant 10 000 personnes, à la Croix-du- à Prince les Wallabies ont eu du mal à imposer leur rugby athlétique et s'imposent sur le fil 17 à 14.
Les palois descendaient la rue du XIV-Juillet tandis que les habitants des environs ainsi que des vallées pyrénéennes prenaient le train jusqu'à la gare de la Croix du Prince. Un cortège de bérets défilait alors pour assister aux rencontres de la Section. L'atmosphère particulière de ce stade urbain, l'odeur des tribunes en bois, la ferveur du public et la très forte proximité avec celui-ci firent la légende de ce stade si particulier pour le rugby français.
La passion des palois et des béarnais pour le Rugby et la Section ne se démens pas. Pour fêter le titre de 1964, 30 000 personnes vinrent accueillir les joueurs.
Des gradins en béton sont inaugurés le 27 avril 1964 juste à côté de la Tribune d'Honneur, censés être couverts plus tard.
En 1965, XV de France accueille l'Équipe d'Italie de rugby à XV à la Croix du Prince. Les français s'imposent 21 à 0.

### Le chant du cygne pour leTwickenhambéarnais
En 1982, après le décès de la légende de Albert Cazenave, le stade est rebaptisé en son honneur. En effet, Albert Cazenave est une légende de la Section paloise, étant le premier capitaine béarnais à mener le club au titre de champion de France en 1928. Devenu entraîneur, il a conduit l'équipe à second titre en 1946 en favorisant un rugby offensif et en mettant en avant de jeunes joueurs. Plus tard, en tant que président, il a vu la Section remporter un troisième titre de champion de France en 1964. Son influence s'est donc étendue sur plusieurs décennies, marquant l'histoire du club à travers ses rôles de joueur, entraîneur et président.
Les mauvais résultats sportifs et la capacité d'accueil réduite du stade ne permettent plus à la Section paloise d’assumer l’entretien financier de son stade et conduisent à une vente. Ainsi au cours des années 1980, l'état du stade s'est nettement dégradé et le club se doit de le rénover entièrement s'il veut poursuivre dans son antre historique. Effectivement, les normes de sécurité en vigueur ne sont plus respectées, l'éclairage ne peut être réalisé et les possibilités d'extension sont très faibles dans un quartier qui s'est largement urbanisé au fil des années. Néanmoins les finances de la Section ne permettent pas cette rénovation. La Section quitte le stade de la Croix du Prince pour le stade du Hameau en octobre 1990 pour un match victorieux face au Rugby club toulonnais de Daniel Herrero.
Finalement le stade de la Croix du Prince est racheté par la ville de Pau en 1993, et le maire de Pau, André Labarrère, aide la Section à déménager au Hameau et renfloue les comptes de la Section en lui rachetant le vieux stade pour le montant de la dette du club.
La Section redevient locataire, au Hameau cette fois-ci.
Depuis, le stade sert aux équipes de jeunes de la Section ou occasionnellement à d'autres rencontres de rugby.
Le centenaire du stade est organisé en 2010 par d'anciens joueurs de la Section paloise. La possibilité de rénover le stade semble encore d'actualité.
En 2002, l'accès aux tribunes est interdit. Les tribunes sont détruites en mars 2019.

## Stade Albert-Cazenave
Même s'il est assez peu usité dans la vie quotidienne, le Stade de la Croix du Prince porte officiellement le nom d'Albert Cazenave depuis 1982, à la demande de René Hégoburu.
Une stèle avait été érigée en son honneur aux abords du stade.

## Rencontres illustres
Du fait de la participation de la Section paloise au Championnat de France de rugby à XV pendant de longues années, les meilleures équipes françaises sont venues à la Croix du Prince. L'AS Béziers, le Stade toulousain ou encore les voisins du FC Lourdes de Jean Prat, puis de Jean-Pierre Garuet, du Stade bagnérais de Jean-Michel Aguirre, de l'US Dax de Claude Dourthe, du Biarritz olympique de Serge Blanco.
Pendant l'entre-deux-guerres la Section paloise organise des rencontres régulières face aux équipes universitaires anglaises du Cambridge University Rugby Union Football Club ou de l'Oxford University Rugby Football Club,,.
En 1928, lors de la tournée de l'équipe de Nouvelle-Zélande de rugby à XV en France, la Section paloise, club champion de France reçoit les All Blacks dans son stade.
En 1958, les Wallabies, affrontent une sélection régionale avant un Test-Match perdu face au XV de France à Colombes.
En 1965, le stade de la Croix du Prince eut le privilège d'accueillir le XV de France du capitaine Michel Crauste, lors de la réception de l'équipe d'Italie. La France remporte ce matche sur le score de 21 à 0. Jean Gachassin est préféré à l'ouverture à Nano Capdouze.
Dans l'équipe, jouent le Narbonnais Walter Spanghero, le Sectionniste Jean Piqué et les frères Boniface.

## Football à la Croix du Prince
Si les heures de gloire de la Croix du Prince sont inextricablement liées au rugby, le stade a néanmoins connu d'autres sports.

Dans les années 1910, le FA Bourbaki, club phare du football palois a disputé quelques matches amicaux dans ce stade, alors flambant neuf et réputé comme l'un des plus confortables de la région. Ainsi, le 24 février 1914, l'Athletic Club, de Bilbao, et l'Étoile sportive montoise dispute un match d'exhibition, remporté par les basques sur le score de 6 à 1.
| \| Couderc Blanc Daban Debardieu Vors Mestler Duvigneau · Dupouy Destandeau Lefort Malsan \| Équipe de la Ligue du Sud Ouest en 1936 à la Croix du Prince |
| Couderc Blanc Daban Debardieu Vors Mestler Duvigneau · Dupouy Destandeau Lefort Malsan                                                                    |

En 1936, la Ligue du Sud-Ouest organise une rencontre entre l'Olympique de Marseille et une sélection de joueurs de l'Association Bourbaki, de l'Élan béarnais, du Stade montois, de l'Arin luzien et de Bordeaux.
Jean-Michel Larqué a disputé son jubilé à la Croix du Prince le 1er mars 1978 .
Le FC Pau a évolué au Stade de la Croix du Prince à la fin des années 1980 et au début des années 1990, disputant plusieurs rencontres de Coupe de France.
Après la liquidation judiciaire du FC Pau en 1995, Bernard Laporte-Fray, président du nouveau Pau FC, se positionne pour que le club s'installe définitivement à la Croix-du-Prince dans les années 2000.
En effet, le club de football devait à cette époque cohabiter avec la Section paloise au Stade du Hameau, ce qui entraînait de nombreuses complications logistiques.

« La Croix-du-Prince, ça nous va! Nous évoluerons dans un stade à l'anglaise, avec un public tout près des joueurs. »

— Bernard Laporte-Fray
Cela ne s'est pas fait et le Pau FC a inauguré un nouveau stade nommé Nouste Camp en 2018.

## Arènes de la Croix du Prince
Les arènes de la Croix du Prince, sont construites en 1912, avant la fin de la Première Guerre mondiale. Si le Nord du Béarn est une terre de tradition tauromachique, la ville de Pau ne l'est pas vraiment. Les arènes accueillent donc autant de combats de boxe que de corridas,.
Ainsi, le public palois est surtout avide de courses de taureaux, et en particulier de courses landaises,,,.
Les arènes forment un U avec des gradins en bois. Un fronton est construit pour fermer la structure. C'est aux arènes de la Croix du Prince que débute la pratique de la pelote basque à Pau, avant que ne soit construit le Stadium de la Gare. Des grands noms de la pelote y ont défilé, dont Chiquito de Cambo, qui s'y est produit à de multiples reprises,,. Les sociétés gymniques locales y organisent les galas de gymnastique, et notamment l'Association Bourbaki.
Par ailleurs, des représentations de théâtre s'y sont déroulées, dont Romuald Joubé pour une représentation de Huon de Bordeaux entre autres,.
Les arènes de la Croix du Prince sont finalement mises en vente en 1923 et détruites peu de temps après.
Les arènes sont visibles sur un document d'archives de la ville de Pau.
Un autre document montre un combat de boxe poids-lourd entre Charles Péguilhan, représentant le Ring Béarnais et Puccineri du Boxing Club Toulousain, avec le fronton en arrière plan. Ce combat a eu lieu le 26 juin 1923, et s'est soldé par la victoire de Péguilhan par abandon au troisième round,.

## Réputation
Le stade de la Croix du Prince était réputé pour la ferveur et la proximité des supporters,. C'est dans ce stade que Denis Lalanne découvrit le rugby, qu’il surnommait la « Scala de la Section paloise ».

Nombreux sont ceux à avoir été marqué par ce stade, à l'image de Claude Dourthe, ancien international.

« C’est un stade mythique où les supporters étaient presque au cœur de l’action avec leur équipe, et les populaires à deux mètres au bord du terrain. Il y avait plus que de l’engouement, une osmose »

— François Moncla

« Le vieux stade, au nom merveilleux de la Croix du Prince est un des plus beaux de France. Tout en bois, l’herbe grasse, le vestiaire soigné, il accueille un public chauvin mais respectueux. »

— Daniel Herrero

« La Croix-du-Prince est de conception anglaise mais c'était le stade des Béarnais »

— Jean-Paul Basly, champion de France 1964

« Nous habitions à trois cents mètres de la Croix du Prince, le stade de rugby à l'anglaise, en plein dans la ville, j'entrais avec des copains en resquillant... La star, c'était Paparemborde. Le choc, c'était Pau-Béziers. Il y avait une atmosphère, une tension… »

— Christian Etchebest

« La Croix-du-Prince était un chaudron avec un chauvinisme formidable. Quand on tapait fort sur le bois, ça faisait un de ces boucans !
J'y allais à pied ou à vélo, depuis la haute ville, avec mes copains. On descendait la rue du XIV-Juillet, c'était une vraie communion familiale pour les Palois. »

— Yves Camdeborde

« Je préférais la Croix-du-Prince »

— Jean-Michel Larqué

« C'était un vrai stade de rugby »

— Jean-Pierre Garuet

« La première fois que j'ai été à Pau, j'ai vu le château, le circuit et j'ai vu la Croix du Prince »

— Claude Dourthe

## Destruction des tribunes
Les tribunes Nord sont détruites en 2005. Enfin, les tribunes principales en bois sont détruites en 2019 après 108 ans d'existence. Les problèmes d'accès au stade et le manque de stationnement aux alentours ont sans doute poussé la municipalité à investir dans la rénovation du Stade du Hameau, plutôt que dans celui de la Croix du Prince.
Depuis le déménagement de la Section vers le Stade du Hameau, le stade de la Croix du Prince voit pousser des immeubles dans son proche voisinage. Cependant il continue d'être utilisé pour les équipes de jeunes et la réserve.
En 2018, le stade de la Croix du Prince perd son homologation pour les matchs des espoirs de la Section paloise. En effet, les tribunes en bois menacent de s'effondrer et doivent faire l'objet de travaux urgents.
De nombreux supporters de la Section ont longtemps considéré que le club perdu une partie de son âme en quittant ce stade urbain.

## L'origine d'un nom
D'où vient le nom de la Croix-du-Prince ? Plusieurs théories ont cours. Une version semble toutefois se dégager.
Le stade de la Croix du Prince tiendrait son nom de la croix plantée à ce carrefour en souvenir du prince Antoine d'Orléans fils de Louis Philippe et duc de Montpensier. Ce dernier fut accueilli en ce lieu par les autorités paloises en 1843 lorsqu'il vînt inaugurer la statue d'Henri IV, place Royale.
Surnommé le « Twickenham béarnais » par le journal L'Équipe.

## Accès

### Routier
- Rue du 14-Juillet

### Ferroviaire
- Gare de La Croix-du-Prince: TER Nouvelle-Aquitaine.
- Tramway de Pau: Ligne 1, jusqu'en 1931.

## Galerie

Stade de la Croix du Prince
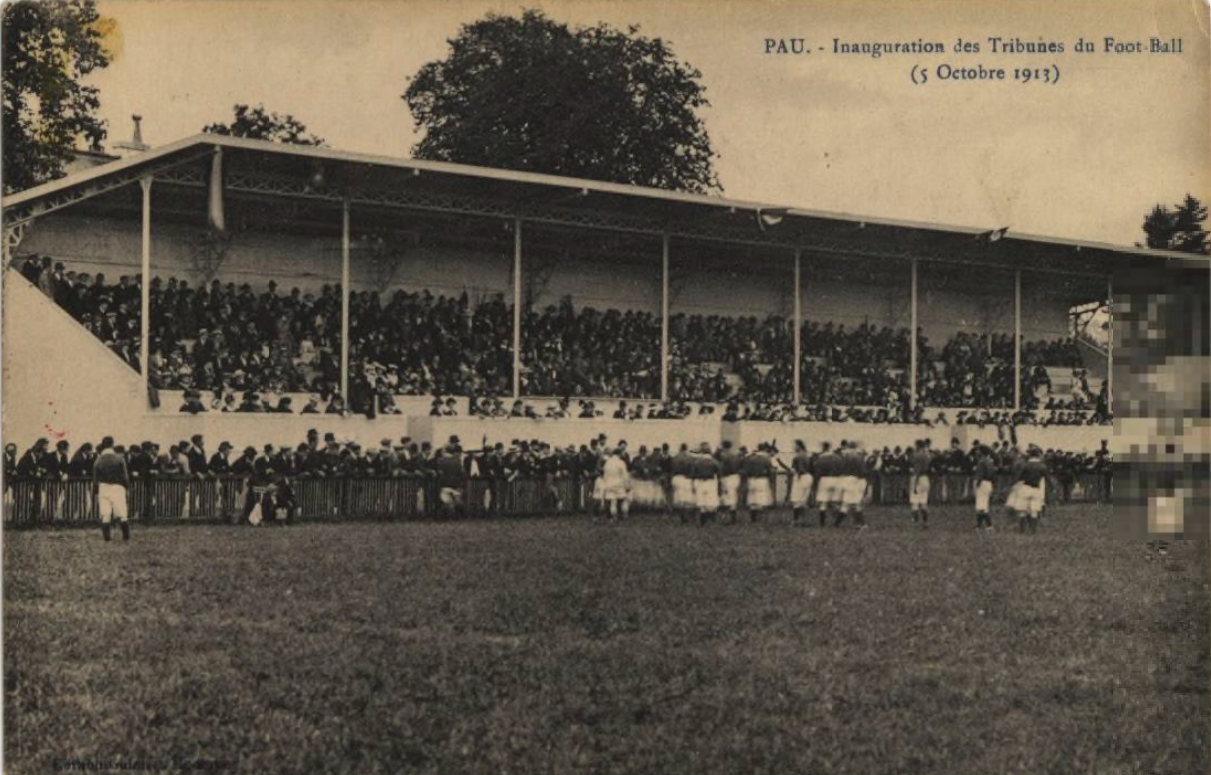
Inauguration du Stade de la Croix du Prince - 05 octobre 1913
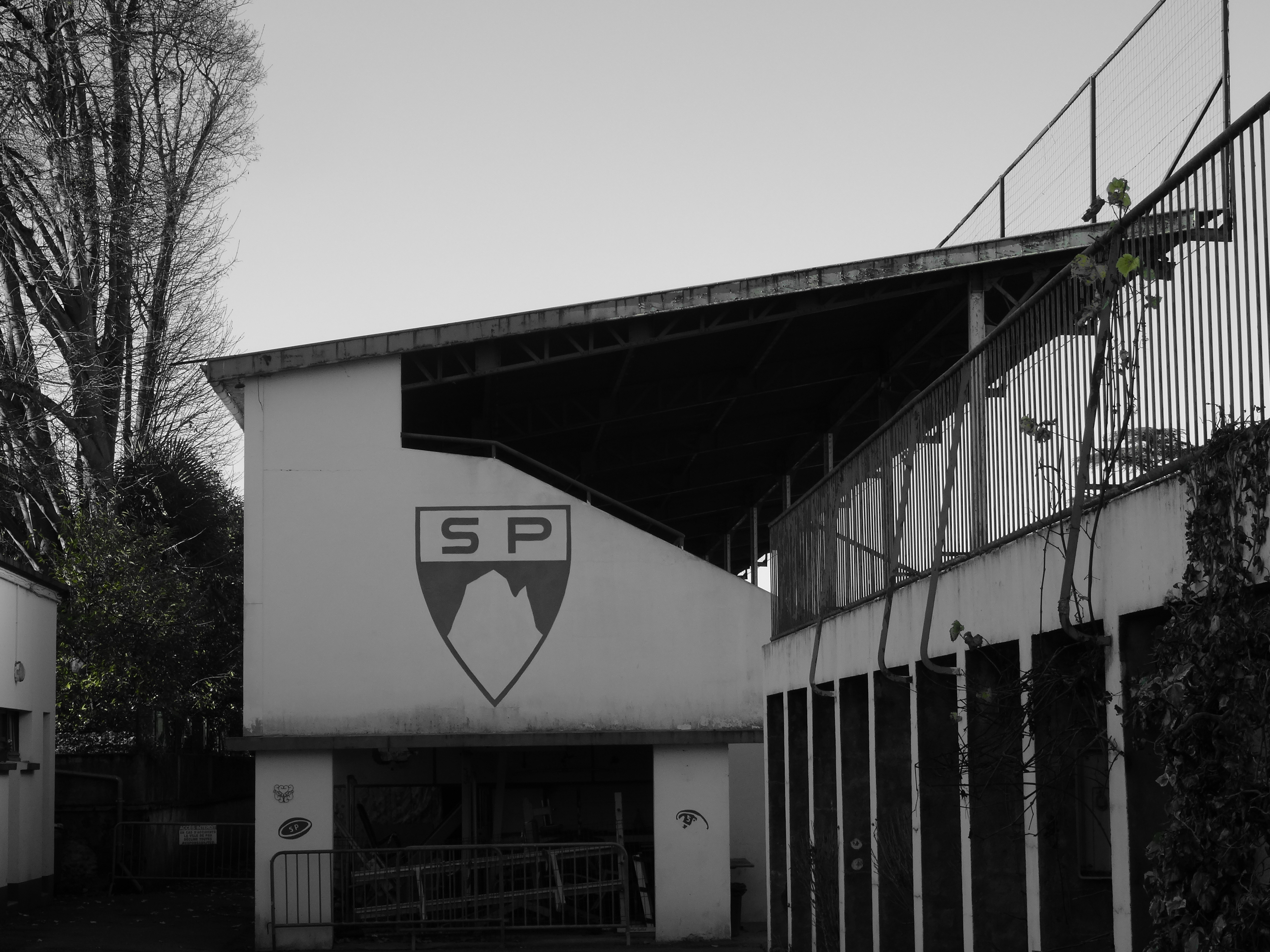
Tribune principale
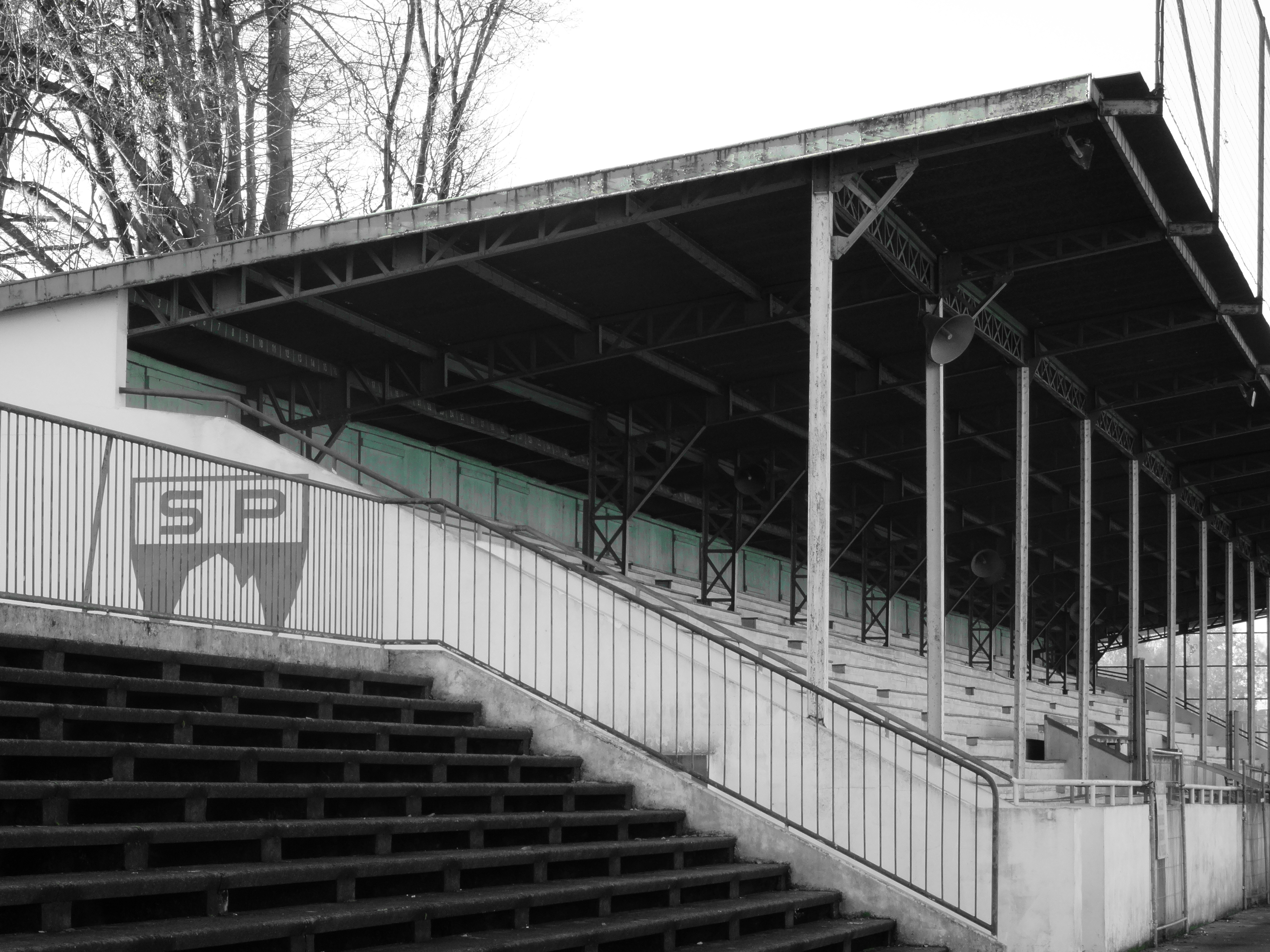
Tribune principale
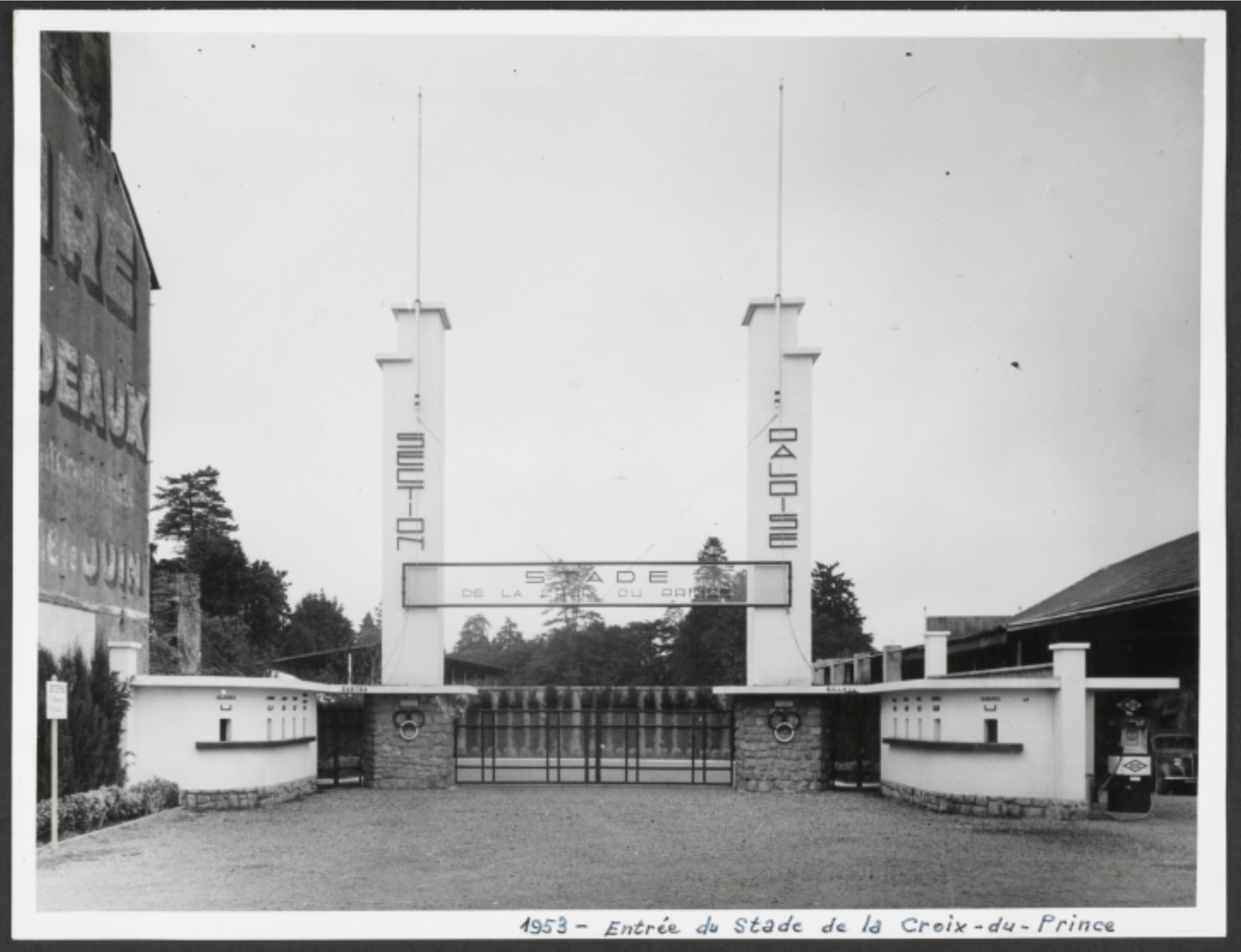
Entrée du Stade de la Croix du Prince en 1953
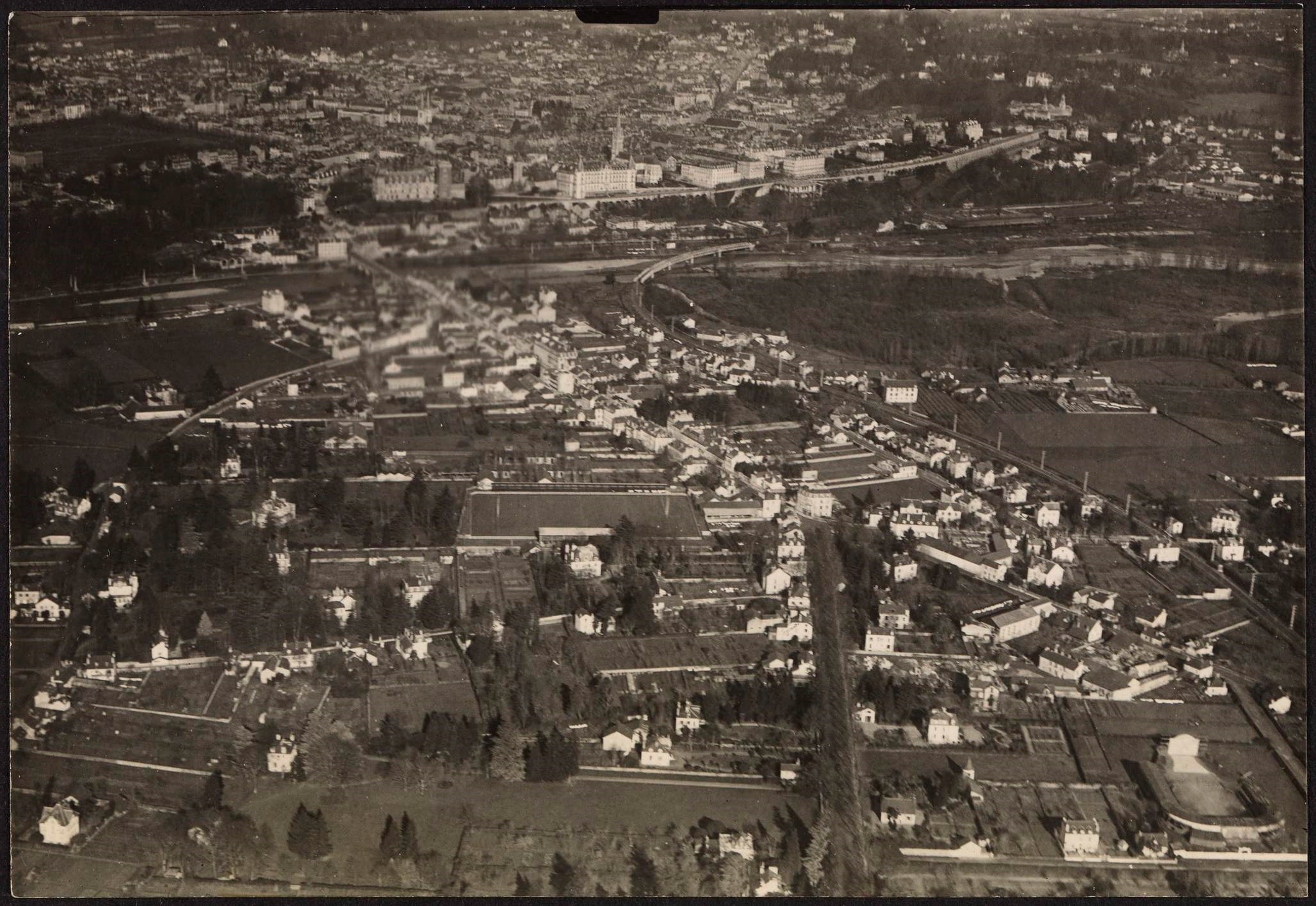
Stade de la Croix du Prince et Arènes de la Croix du Prince
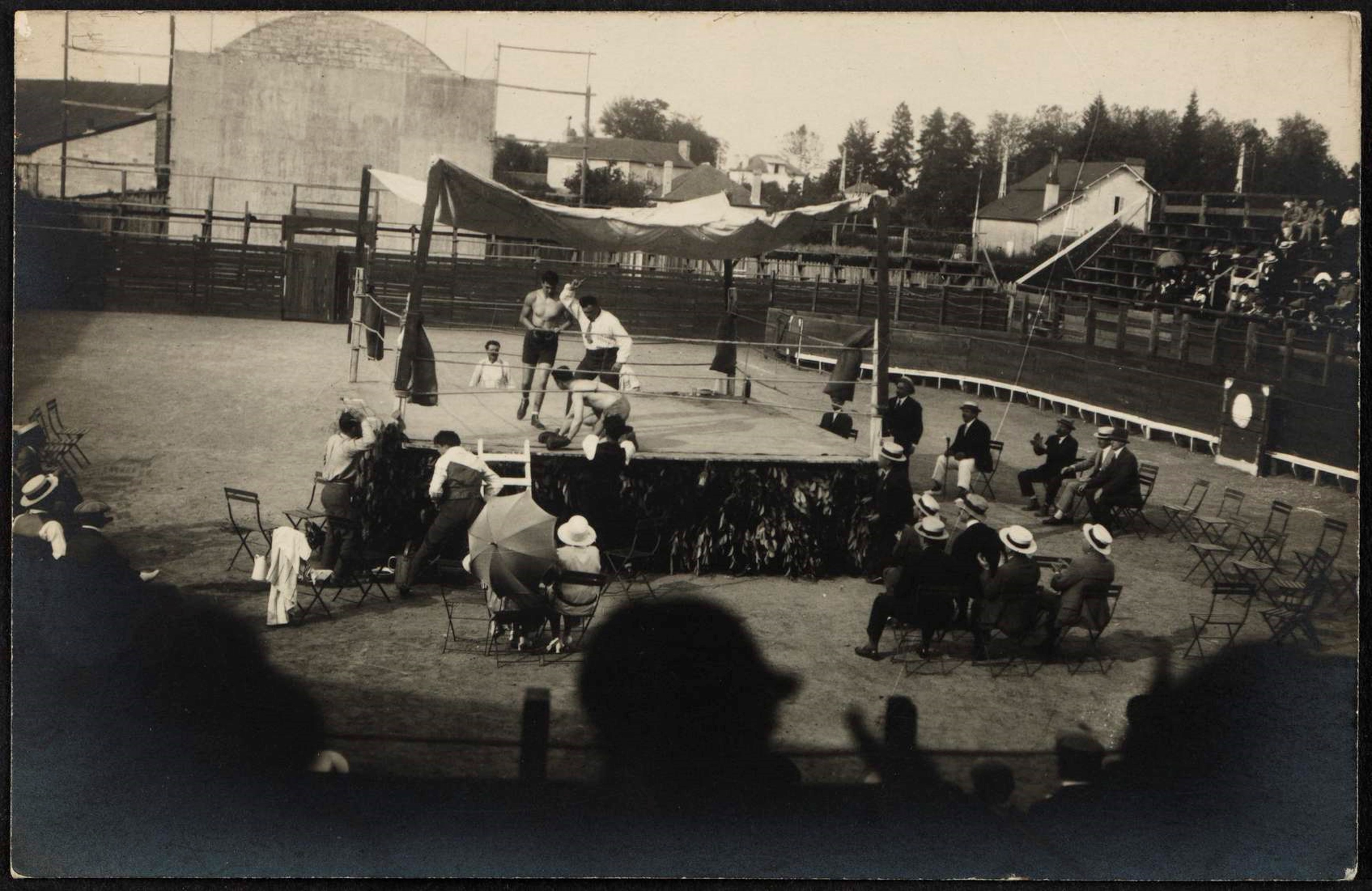
Arènes de la Croix du Prince, juin 1923

## Musée de la Croix du Prince
| Vidéo externe | |
|               | Cent ans du Stade de la Croix du Prince, Pau - Film d’Archives et de Mémoire sur https://vimeo.com/15090279 |

Un musée est consacré à l'histoire de la Section paloise et de ce stade centenaire, depuis son inauguration en 1910 jusqu'aux années 1980.
En effet, un employé municipal affecté à la conciergerie de la Croix-du-Prince, a redonné vie à l'ancien foyer de la Section et rassemblé de nombreuses images d'archives.